# Амбарцумян, Эдуард Андроникович
Эдуа́рд Андро́никович Амбарцумя́н (арм. Էդուարդ Համբարձումյան; род. 23 февраля 1986, Сочи, СССР) — российский и армянский боксёр, двукратный призёр чемпионата России (2004, 2006), чемпион Европы (2008). Мастер спорта России международного класса (2004). Заслуженный мастер спорта Армении (2008).

## Биография
Эдуард Амбарцумян родился 23 февраля 1986 года в Сочи. Начал заниматься боксом в возрасте 8 лет под руководством Виктора Димитриади. В дальнейшем с ним также работал его старший брат Алик Амбарцумян. В 2002—2004 годах входил в состав юношеской и юниорской сборных России, в 2004 году выиграл чемпионат мира среди юниоров, проходивший в корейском городе Чеджу. В 2004 и 2006 годах входил в число призёров на чемпионатах России среди взрослых.
С 2007 года выступал за Армению. На чемпионате мира в Чикаго дошёл до 1/4 финала, гарантировав себе олимпийскую лицензию. Во время боксёрского турнира Олимпийских игр в Пекине (2008), в весовой категории до 64 кг. проиграл в первом круге будущему чемпиону доминиканцу Феликсу Диасу. На чемпионате Европы 2008 года выиграл четыре боя и вышел в финал. Его соперник по финалу венгр Дьюла Кате получил рассечение уже в первом раунде и был снят врачом с соревнований, а Эдуард Амбарцумян был провозглашён чемпионом Европы.
В 2009 году завершил свою спортивную карьеру и перешёл на тренерскую работу в СДЮШОР по боксу города Сочи.

## Участие в международных соревнованиях
| За Россию  |                                            |                  |           |             |
| Год        | Соревнование                               | Место проведения | Категория | Результат   |
| 2002       | Чемпионат мира среди юношей (до 17 лет)    | Кечкемет         | до 54 кг  | Бронза      |
| 2002       | Чемпионат Европы среди юношей (до 17 лет)  | Львов            | до 54 кг  | Серебро     |
| 2003       | Чемпионат Европы среди юниоров (до 19 лет) | Варшава          | до 57 кг  | Серебро     |
| 2004       | Чемпионат мира среди юниоров (до 19 лет)   | Чеджу            | до 57 кг  | Золото      |
| За Армению |                                            |                  |           |             |
| 2007       | Чемпионат мира                             | Чикаго           | до 64 кг  | 1/4 финала  |
| 2008       | Олимпийские игры                           | Пекин            | до 64 кг  | 1/16 финала |
| 2008       | Чемпионат Европы                           | Ливерпуль        | до 64 кг  | Золото      |